# Michael Müller (Künstler, 1970)
Michael Anthony Müller (* 2. Juli 1970 in Ingelheim am Rhein) ist ein deutsch-britischer Künstler. Er lebt in Berlin.

## Leben und Werk
Michael Müller wurde 1970 als Sohn einer Engländerin und eines Deutschen in Ingelheim am Rhein geboren. Im Alter von 15 Jahren wurden seine Kunstwerke erstmals ausgestellt, sechs weitere Ausstellungen folgten, bis er mit 22 Jahren an die Kunstakademie in Düsseldorf ging, um in der Klasse von Magdalena Jetelová zu studieren. Er brach das Studium bereits nach zwei Semestern ab, um zu reisen. Primär interessierten ihn die indischen Wurzeln seiner Großmutter mütterlicherseits, die aus der Ladakh-Region an der Grenze zu Tibet stammte. Die persönliche Bindung zu Indien entwickelte er im Alter von 16 Jahren, als er sich mit indischer Musik vertraut machte und mit Fotografien tibetischer Mönche in Kontakt kam. 1993 reiste er das erste Mal in die Ladakh-Region, in der er in den folgenden 15 Jahren viel Zeit verbrachte und teilweise auch lebte, u. a. im Kloster zu Alchi.
So war es nicht die formale Kunsthochschulbildung, die Michael Müller prägte, es waren Indien und das Reisen an sich, welches großen Einfluss auf sein künstlerisches Schaffen hatten. Dieser Einfluss spiegelte sich beispielsweise in einer Reihe von Karten imaginärer Orte wider, von denen die größte 22 Meter lang und noch in Arbeit ist.
Das Fundament von Michael Müllers Kunst stützt sich auf sprachliche, numerisch-mathematische, wissenschaftliche, oder auch auf stellare Systeme, die trotz gewisser Basis auf empirischen Ergebnissen meist vom Künstler selbst erfunden sind. Den Arbeiten Michael Müllers liegt dabei häufig ein skeptisches Interesse zu Grunde. Oft beschäftigt er sich mit existierenden historischen und aktuellen Formen, Methoden, Normen, Mythologien und Erzählungen sowie deren Aktualisierbarkeit für die Gegenwart. Die Abweichungen ins Irrationale, die sie erzeugen, und der sich daraus bildende Zweifel am Bestehenden, schafft in ihm einen Willen zur Durchsetzung eigener Formen.
Müllers künstlerische Werke umfassen verschiedene Medien wie Skulptur, Installation, Malerei und Zeichnung. Ein häufig wiederkehrendes Thema seiner Arbeiten ist das der Übersetzung. Damit ist sowohl die Übersetzung von einer Sprache in eine andere gemeint sein als auch die Übertragung von einer Realitätsebene in eine andere. Auch dem Aspekt des Transitorischen, der Unfassbarkeit eines nur kurz andauernden Moments, widmet Müller zahlreiche Werke.
Von 2015 bis 2018 war Michael Müller Gastprofessor an der Berliner Universität der Künste.

## K4-Schrift
Eines der umfangreichsten Projekte Michael Müllers ist die von ihm entwickelte Schrift „K4“. Ein Projekt, das mittlerweile 25 Jahre andauert und aus circa 400.000 Zeichen besteht. "K4" entstand zu gleichen Teilen aus Spaß und Versehen. Eine Freundin Müllers war daran interessiert, sich seine Kopie des Buches „Der Mann ohne Eigenschaften“ von Robert Musil auszuleihen. Müller lehnte ab, schlug jedoch vor, es für sie zu übersetzen. Er begann die Übersetzung als eine intellektuelle Übung. Ohne ihre linguistische Grundlage zu ändern, suchte er nach einem neuen Notationssystem, um die Wörter des Romans zu übersetzen. Dieses Experiment ging mit der Zeit mehr in das Reich der Kunst über, als eine Art Konglomerat aus Sprache und der Abbildung von Informationen. Ziel blieb es trotzdem immer, einzelne Zeichen visuell unterscheidbar und die artifizielle Sprache theoretisch lernbar zu machen. 
Teile der Übersetzung Musils in "K4" werden heute oft als Kunstwerke selbst ausgestellt und bilden in Kombination mit anderen Medien die Grundlage für die Ausstellungsreihe "Achtzehn Ausstellungen".

### Achtzehn Ausstellungen
Im April 2013 begann Michael Müller seinen Ausstellungszyklus „Achtzehn Ausstellungen“ in der Galerie Thomas Schulte, Berlin. Die Ausstellungsdauer variiert zwischen mehreren Wochen und wenigen Stunden, beziehungsweise Ausstellungen, die unter Ausschluss der Öffentlichkeit stattfinden. Zwölf der achtzehn Ausstellungen wurden bereits gezeigt (Stand Januar 2015). Die finale Ausstellung wird den Namen "Kleine Probe für Nietzsches Geburtstagsparty 2313" tragen.
Ausgangspunkt des Ausstellungszyklus ist ebenfalls Robert Musils 1913 erschienenes Werk „Der Mann ohne Eigenschaften“. Mehrere große Gruppen der von Müller in K4 übersetzten Kapitel sind für die Dauer der Ausstellungen im Ausstellungsraum der Galerie zu sehen.

## Einzelausstellungen (Auswahl)
- 2023: Am Abgrund der Bilder, St. Matthäus-Kirche, Berlin
- 2022/23: Der geschenkte Tag. Kastor & Polydeukes, Städelmuseum Frankfurt
- 2022: Mögliche und unmögliche Bilder, Museum im Kulturspeicher, Würzburg
- 2022: Thinking Hand, Jhaveri Contemporary, Mumbai, Indien
- 2021/22: Drei biographische Versuche, Galerie du Monde, Hong Kong
- 2021: Schwierige Bilder, Hasenheide 13, Sammlung Wemhöner, Berlin
- 2020: Anton im Bastrock & Bikini on Mars, Galerie Thomas Schulte, Berlin
- 2018: An Exhibition as a Copy, Galerie du Monde, Hong Kong
- 2017: For All Those Who Trust in Form and Not in Content, Jhaveri Contemporary, Mumbai, Indien
- 2017: Vor und hinter dem Glas, Brandenburgischer Kunstverein, Potsdam
- 2016–2017: Skits – 13 Ausstellungen in 9 Räumen, Staatliche Kunsthalle Baden-Baden[11][12][13]
- 2015–2016: Wer spricht?, KW Institute for Contemporary Art, Berlin[14][15][16]
- 2013–2015: Achtzehn Ausstellungen, Galerie Thomas Schulte, Berlin, Deutschland
- 2011: Falling of a Cliff, with Channa Horwitz, François Ghebaly Gallery, Los Angeles, CA, USA
- 2011: Musikstücke und Farben, Amrita Jhaveri, Mumbai, Indien
- 2010: Was wird er damit tun?, Galerie Aanant & Zoo, Berlin, Deutschland
- 2008: Caoutchouc, Mummery & Schnelle, London, Großbritannien
- 2007: Nach links und von oben, Art Cologne/Open Space (Coma), Köln[17]

## Publikationen (Auswahl)
- Michael Müller: Am Abgrund der Bilder – "Birkenau". Hrsg.: Alien Athena Foundation for Art, Hubertus von Amelunxen, Anne-Marie Bonnet, Gero Heschl, Lukas Töpfer (= Ernstes Spiel – Catalogue Raisonné, Band 4.1). Deutscher Kunstverlag / De Gruyter, Berlin 2024, ISBN 978-3-422-80180-6.
- Michael Müller: Lektüre und Ablenkung. Hrsg.: Alien Athena Foundation for Art, Hubertus von Amelunxen, Anne-Marie Bonnet (= Ernstes Spiel – Catalogue Raisonné, Band 4.2). Deutscher Kunstverlag / De Gruyter, Berlin 2023, ISBN 978-3-422-80187-5.
- Michael Müller: Der geschenkte Tag. Kastor & Polydeukes. Hrsg.: Alien Athena Foundation for Art, Philipp Demandt, Svenja Grosser, Hubertus von Amelunxen, Anne-Marie Bonnet, Lukas Töpfer (= Ernstes Spiel – Catalogue Raisonné, Band 1.4). Deutscher Kunstverlag / De Gruyter, Berlin 2023, ISBN 978-3-422-99725-7.
- Michael Müller: Schwierige Bilder. Hrsg.: Philipp Bollmann. DISTANZ Verlag, Berlin 2021, ISBN 978-3-95476-409-9.
- Michael Müller: SKITS: 13 Ausstellungen in 9 Räumen: Dritte Probe für Nietzsches Geburtstagsparty 2313. Hrsg.: Hendrik Bündge, Staatliche Kunsthalle Baden-Baden. Verlag für moderne Kunst, Wien 2019, ISBN 978-3-903269-56-9.
- Michael Müller: An Exhibition as a Copy. Hrsg.: Galerie du Monde. Hong Kong 2018, ISBN 978-988-770-095-1.
- Michael Müller: Wer spricht? Hrsg.: Ellen Blumenstein. Hatje Cantz Verlag, Ostfildern 2016, ISBN 978-3-7757-4113-2.
- Michael Müller: 1m² ins Schwarz hinein. Hrsg.: Tobias Vogt. Ritter, Klagenfurt 2005, ISBN 978-3-85415-382-5.